# 4 mars en sport
4 février 4 avril
Chronologies thématiques
- Croisades
- Ferroviaires
- Disney

Le 4 mars (63e jour de l'année ou 64e en cas d'année bissextile) en sport.

## Événements

### XIXesiècle
- 1878 :
  - (Rugby à XV) : l'Angleterre et l'Écosse font match nul 0 partout à The Oval[1].
- 1882 :
  - (Rugby à XV) : l'Écosse bat l'Angleterre sur le score de 2 à 0 lors du test match disputé à Manchester[2].
- 1890 :
  - (Hockey sur glace) : le Montreal Hockey Club (en) bat les Victorias de Montréal 2-1 et conserve le titre de la Saison 1890 de l’AHAC (en).

- 1899 :
  - (Automobile) : à Achères, Gaston de Chasseloup-Laubat établit un nouveau record de vitesse terrestre : 92,78 km/h.

### XXesièclede1951à2000
- 1960 :
  - (Patinage artistique) : l'Américain Carol Heiss gagne son cinquième titre de champion du monde en patinage artistique.
- 1972 :
  - (Formule 1) : Grand Prix automobile d'Afrique du Sud.
- 1978 :
  - (Formule 1) : Grand Prix automobile d'Afrique du Sud.

### XXIesiècle
- 2001 :
  - (Formule 1) : Grand Prix automobile d'Australie.
- 2012 :
  - (Rugby à XV) : dans le tournoi des 6 nations, la France s'incline devant l'Angleterre au Stade de France 22-24.
- 2016 :
  - (Cyclisme sur piste /Championnats du monde) : chez les hommes, sur la poursuite individuelle, l'Italien Filippo Ganna devient champion du monde devant l'Allemand Domenic Weinstein et le Britannique Andy Tennant puis sur la course aux points, le Britannique Jonathan Dibben s'impose devant l'Autrichien Andreas Graf et le Belge Kenny De Ketele est 3e. Chez les femmes, sur 500 m, la Russe Anastasia Voynova s'impose devant la Hongkongaise Lee Wai-sze et la Néerlandaise Elis Ligtlee puis sur la poursuite par équipes, victoire des Américaines devant les Canadiennes et les Britanniques.
  - (Ski alpin) : Alexis Pinturault remporte à Kranjska Gora son 4e slalom géant de Coupe du monde d'affilée et égale le record de 15 victoires pour le ski alpin français de Jean-Claude Killy.

- 2023 :
  - (Football) :  Kylian Mbappé devient le meilleur buteur du PSG

## Naissances

### XIXesiècle
- 1870 :
  - Verner Järvinen, athlète de lancers finlandais. Médaillé de bronze du disque grec aux Jeux de Londres 1908. († 31 janvier 1941).
- 1891 :
  - René Barbier, épéiste français. Médaillé d'argent par équipes aux Jeux d'Amsterdam 1928. († 9 mars 1966).
- 1895 :
  - Édouard Baumann, footballeur français. (8 sélections en équipe de France). († ?).

### XXesièclede1901à1950
- 1914 :
  - Gino Colaussi, footballeur puis entraîneur italien. Champion du monde de football 1938. (25 sélections en équipe nationale). († 27 juillet 1991).
- 1918 :
  - Margaret Osborne duPont, joueuse de tennis américaine. Victorieuse des tournois de Roland Garros 1946 et 1949, du Tournoi de Wimbledon 1947 et des US Open 1948, 1949 et 1950. († 24 octobre 2012).
- 1922 :
  - Xenia Stad-de Jong, athlète de sprint néerlandaise. Championne olympique du relais 4 × 100 m aux Jeux de Londres 1948. († 3 avril 2012).
  - Richard von Frankenberg, pilote de course automobile puis journaliste allemand. († 13 novembre 1973).
- 1926 :
  - Michel de Bourbon-Parme, Prince de parme, pilote de course automobile puis militaire et homme d’affaires français. († 7 juillet 2018).
- 1927 :
  - Dick Savitt, joueur de tennis américain. Vainqueur de l'Open d'Australie 1951 et du Tournoi de Wimbledon 1951.
- 1930 :
  - François Ludo, footballeur français. (1 sélection en équipe de France). († 29 juin 1992).
- 1931 :
  - Bob Johnson, hockeyeur sur glace puis entraîneur américain. († 26 novembre 1991).
- 1933 :
  - Nino Vaccarella, pilote de course automobile d'endurance italien. Vainqueur des 24 heures du Mans 1964. († 23 septembre 2021).
- 1936 :
  - Jim Clark, pilote de F1 britannique. Champion du monde de Formule 1 1963 et 1965. (25 Victoires en Grand Prix). († 7 avril 1968).
- 1939 :
  - Sandra Reynolds, joueuse de tennis sud-africaine.
- 1941 :
  - Ab Fafié, footballeur puis entraîneur néerlandais. († 28 novembre 2012).
- 1944 :
  - André Betta, footballeur français. (2 sélections en équipe de France).
- 1946 :
  - Dario José dos Santos, footballeur brésilien. Champion du monde de football 1970. (7 sélections en équipe nationale).
  - Gérard Hallet, footballeur français.
- 1948 :
  - Loïc Caradec, skipper français. Auteur du Record de la traversée de l'Atlantique Nord à la voile en 1986. († 14 novembre 1986).

### XXesièclede1951à2000
- 1951 :
  - Kenny Dalglish, footballeur puis entraîneur écossais. Vainqueur de la Coupe des clubs champions 1978, 1981 et 1984. (102 sélections en équipe nationale).
  - Arlington Success, arbitre de football antiguayen.
- 1955 :
  - James Weaver, pilote de courses automobile d'endurance britannique.
- 1956 :
  - Philippe Mahut, footballeur français. (9 sélections en équipe de France). († 8 février 2014).
- 1959 :
  - Irina Strakhova, athlète de marches athlétiques soviétique puis russe. Championne du monde d'athlétisme du 10 km marches 1987.
- 1961 :
  - Sabine Everts, athlète d'épreuves combinées et de sauts en longueur allemande. Médaillé de bronze de l’heptathlon aux Jeux de Los Angeles 1984.
  - Thierry Perreux, handballeur puis entraîneur français. Médaillé de bronze aux Jeux de Barcelone 1992. Médaillé d'argent au Mondial de handball masculin 1993 puis champion du monde de handball masculin 1995. (248 sélections en équipe de France).
- 1967 :
  - Michael Cheika, joueur de rugby à XV puis entraîneur australien. Vainqueur de la Coupe d'Europe de rugby 2009 et de la The Rugby Championship 2015.
- 1970 :
  - Edward Gal, cavalier de dressage néerlandais. Médaillé de bronze par équipes aux Jeux de Londres. Champion du monde de dressage en RLM et GPS puis par équipes 2010. Champion d'Europe de dressage en RLM et par équipes 2009.
- 1971 :
  - Brigitte Henriques, footballeuse puis entraîneuse et dirigeante sportive française. (15 sélections en équipe de France). Présidente du CNOSF depuis 2021.
  - Satoshi Motoyama, pilote de course automobile japonais.
- 1972 :
  - Yann Bonato, basketteur français. Médaillé d'argent aux Jeux de Sydney 2000. Vainqueur de la Coupe Korać 2000. (92 sélections en équipe de France).
  - Jos Verstappen, pilote de F1 puis de courses automobile d'endurance néerlandais.
- 1974 :
  - Karol Kučera, joueur de tennis tchèque puis slovaque.
  - David Wagner, joueur de tennis handisport en fauteuil américain. Champion paralympique du double et médaillé d'argent du simple aux Jeux d'Athènes 2004 et Jeux de Londres 2012, champion paralympique du double et médaillé de bronze du simple aux Jeux de Pékin 2008, médaillé d'argent du double et de bronze du simple aux Jeux de Rio 2016. Vainqueur des Open d'Australie 2011, 2013 et 2014, des US Open de tennis 2010, 2011 et 2017.
- 1977 :
  - Ana Guevara, athlète de sprint mexicaine. Médaillée d'argent du 400 m aux Jeux d'Athènes 2004. Championne du monde d'athlétisme du 400 m 2003.
  - Daniel Klewer, footballeur puis entraîneur allemand.
- 1978 :
  - Pierre Dagenais, hockeyeur sur glace canadien.
- 1979 :
  - Geoff Huegill, nageur australien. Médaillé d'argent du 4 × 100 m 4 nages et médaillé de bronze du 100 m papillon aux Jeux de Sydney 2000. Champion du monde de natation du 50 m papillon et du relais 4 × 100 m 4 nages 2001.
  - Renaud Derlot, pilote de course automobile français.
- 1980 :
  - Rohan Bopanna, joueur de tennis indien.
- 1981 :
  - Andrew Drevo, basketteur américain.
- 1982 :
  - Landon Donovan, footballeur américain. (157 sélections en équipe nationale).
- 1985 :
  - Anthony Marchand, skipper français.
  - Mathieu Montcourt, joueur de tennis français. († 7 juillet 2009).
- 1986 :
  - Alexis Bœuf, biathlète français.
- 1987 :
  - Aaron Cel, basketteur franco-polonais.
  - Nicolas Maréchal, volleyeur français. Champion d'Europe de volley-ball masculin 2015. (186 sélections en équipe de France).
  - Gordon Reid, joueur de rugby à XV écossais. (29 sélections en équipe nationale).
  - Charles Rozoy, nageur handisport français. Champion olympique du 100 m papillon aux Jeux de Londres 2012.
- 1988 :
  - Marie-Paule Gnabouyou, handballeuse française. (78 sélections en équipe de France).
  - Fredrik Liverstam, footballeur suédois.
  - Laura Siegemund, joueuse de tennis allemande.
- 1990 :
  - Enrico Barbin, cycliste sur route italien.
  - Draymond Green, basketteur américain.
  - Florian Thibedore, basketteur français.
  - Sergio Viotti, footballeur italien.
- 1991 :
  - Debra Daniel, nageuse micronésienne.
  - Carles Planas, footballeur espagnol.
- 1992 :
  - Erik Lamela, footballeur argentin. (25 sélections en équipe nationale).
  - Bernd Leno, footballeur allemand. (7 sélections en équipe nationale).
  - Yacine Louati, volleyeur français. Champion olympique aux Jeux de Tokyo 2020. (30 sélections en équipe de France).
  - Haruyo Shimamura, volleyeuse japonaise. Championne d'Asie et d'Océanie de volley-ball féminin 2017. Victorieuse du championnat féminin AVC des clubs 2016. (75 sélections en équipe nationale).
- 1993 :
  - Maxime Dupé, footballeur français.
- 1994 :
  - Clémence Grimal, snowboardeur française. Médaillée de bronze du halfpipe aux Mondiaux de snowboard 2015 et 2017.
  - Théo Pellenard, footballeur français.
- 1995 :
  - Malin Aune, handballeuse norvégienne. Championne d'Europe féminin de handball 2016. (40 sélections en équipe nationale).
  - Laura Gauché, skieuse alpine française.
- 1997 :
  - Jhonatan Narváez, cycliste sur route équatorien.
  - Matisse Thybulle, basketteur américano-australo-haïtien.
- 1998 :
  - Karichma Ekoh, handballeuse franco-camerounaise. (6 sélections avec l'équipe du Cameroun).
  - Petar Musa, footballeur croate.
- 1999 :
  - Mickaël Nadé, footballeur français.
  - Dara O'Shea, footballeur irlandais.
- 2000 :
  - Zhang Boheng, gymnaste chinois. Champion du monde de gymnastique artistique du concours général individuel 2021.

### XXIesiècle
- 2002 :
  - Wílder Viera, footballeur paraguayen.
- 2003 :
  - Filip Prebsl, footballeur tchèque.
  - Saniya Rivers, basketteuse américaine.

- - Ayumu Yokoyama, footballeur japonais.

## Décès

### XIXesiècle
- 1883 :
  - John Graham Chambers, 40 ans, sportif gallois. Codificateur des règles de la boxe anglaise. (° 12 février 1843).

### XXesièclede1901à1950
- 1949 :
  - Clarence Kingsbury, 66 ans, coureur cycliste britannique spécialiste des épreuves de piste. Champion olympique du 20 km et de la poursuite par équipes aux Jeux de Londres en 1908. (° 3 novembre 1882).

### XXesièclede1951à2000
- 1959 :
  - Tom Bromilow, 64 ans, footballeur anglais. (5 sélections en équipe nationale). (° 7 octobre 1894).
  - Maxie Long, 80 ans, athlète de sprint américain. Champion olympique du 400 mètres aux Jeux de Paris 1900. (° 16 octobre 1878).
- 1981 :
  - Franz Kapus, 71 ans, bobeur suisse. Champion olympique de bob à quatre aux Jeux de Cortina d'Ampezzo 1956. Champion du monde de bobsleigh à quatre 1955. (° 12 avril 1909).
- 1997 :
  - Roger Brown, 54 ans, joueur de basket-ball américain. (° 22 mai 1942).
  - Édouard Klabinski, 76 ans, cycliste sur route polonais. Vainqueur du Critérium du Dauphiné 1947. (° 7 août 1920).

### XXIesiècle
- 2002 :
  - Velibor Vasović, 62 ans, footballeur puis entraîneur yougoslave puis serbe. Vainqueur de la Coupe des clubs champions 1971. (32 sélections en équipe de Yougoslavie). (° 3 octobre 1939).
- 2010 :
  - Tony Richards, 75 ans, footballeur anglais. (° 6 mars 1934).
- 2012 :
  - Maurice De Muer, 90 ans, cycliste sur route français. (° 4 octobre 1921).
- 2015 :
  - Karl-Alfred Jacobsson, 89 ans, footballeur suédois. (6 sélections en équipe nationale). (° 15 janvier 1926).
- 2018 :
  - Davide Astori, 31 ans, footballeur italien. (14 sélections en équipe d'Italie). (° 7 janvier 1987).
- 2019 :
  - Ted Lindsay, 94 ans, hockeyeur sur glace canadien. (° 29 juillet 1925).